# Héctor Malamud
Héctor Malamud (Buenos Aires, 9 d'agost de 1943 - ibídem, 17 de desembre de 2008) va ser un actor de teatre, cinema, televisió i director de teatre argentí.
Va començar als 9 anys a la Compañía Juancho de Teatro Infantil i d'adult es va formar, entre d'altres, amb Oscar Fessler en l'Institut de Teatre de la Universitat de Buenos Aires.
Va intervenir en diferents obres, però la seva consagració va arribar en 1973, amb El gran soñador, dirigit per Lía Jelín, amb música de Mario Litwin, una cavalcada mut-musical recopilació i homenatge a Charles Chaplin on encarnava a Chaplin amb l'actriu Leonor Galindo en tots els personatges femenins i "El Pibe". Van obtenir el premi atorgat pel Fons de les arts "Millor Espectacle de l'Any" en 1973. El xou i la tibant situació política argentina van motivar l'emigració de tots dos a Europa on es van presentar amb gran èxit a Espanya, Alemanya i França (Festival d'Avinyó "off" amb el títol Le grand rêveur).
Héctor Malamud es va establir en París i va entrar en contacte amb els directors Jorge Lavelli, Víctor García, Alfredo Arias, Benito Gutmacher, Carlos Trafic i Jérôme Savary. Allí va concebre People Love Me, amb direcció de Benito Gutmacher, obra també presentada en el Festival d'Avinyó "in" i estrenada posteriorment a Buenos Aires amb el títol La gente me ama.
Durant els seus quinze anys a Europa, va actuar o va dirigir en espectacles com: Ding-dong clown, Ulyses, La véritable histoire d'Isaac Gagman, People love me, One God Show, E' pericoloso sporgiersi, Hotel Babel, a més dels realitzats amb Carlos Trafic i Benito Gutmacher: Los 3 Reyes Magos (que va presentar al Festival de Teatre de Nancy), Provocación a Shakespeare, Murders Brothers, Don Quixote electrónico.
També realitza gires per França, Itàlia, Anglaterra, Països Baixos, Alemanya, Espanya, Bèlgica, Suïssa, Àustria, Suècia, Dinamarca, Canadà; i va participar en diversos festivals: Festivals of Fools, Amsterdam; International London Acaroni Festival; Freiburger Theater Festival; Acaroni Comique, París; Rassegna Internazionale de Teatre Còmic, Florència; Setmana Internacional del Mim, Barcelona; Il Corpo Cómico, Milà; Festival der Clowns, Viena; Toronto Theatre Festival.
Va tornar en 1989 a Buenos Aires on va estrenar Tango Clips i en 1992 Una visita inoportuna, l'obra pòstuma de Copi al Teatro General San Martín amb Jorge Mayor.
Es recorden les seves actuacions teatrals a Buenos Aires: Historia tendenciosa de la clase media argentina de Ricardo Monti; Ubú Rey; Juan Moreira Supershow, al costat de Cecilia Rosetto; Balurdos de medianoche; Luces de bohemia de Valle-Inclán; La gente me ama i altres.
En 1990 va ser guardonat amb el Cóndor de Plata i l'any 2008 amb el "Premi Podestá".

## Públic juvenil
Durant la seva trajectòria artística, entre les dècades dels 90 i dels anys 2000, Malamud feu incursions en diferents tires orientades al públic infantojuvenil. Per tal motiu, la seva labor actoral va tenir gran rebuda per part de la joventut d'aquelles èpoques, sent populars els seus rols com a mestre tirànic, o bé com a pare de família. Dos d'aquestes tires que van comptar amb la presència de Malamud van ser Amigovios, dEl Trece, i Rebelde Way, de l'ex-Azul Televisión. En la primera tira, va encarnar al Professor Salomone, un docent de caràcter massa recte que acaba ocupant la direcció de l'escola, però que malgrat el seu mal caràcter, amaga un cor bondadós. Mentre que en la segona tira, va encarnar a Cosme Lassen, el pare de Guido (Diego Mesaglio), qui ha de suportar el comportament del seu fill, qui (per a sentir-se acceptat pels seus companys relacionats amb l'alta societat) cerca amagar-lo de per sentir-se "avergonyit" del seu treball com a amo d'una carnisseria.

## Filmografia
- Roma (2004).... Kaminsky
- India pravile (2003)
- Mujeres en rojo a Eva (curtmetratge) (2003)
- Imagining Argentina (2003).... Puestero
- Assassination Tango (2002).... Empleat d'hotel
- Un tipo corriente (2002).... Papá de Samy
- La fuga (2001).... Sastre
- 90-60-90 (2001) (Colòmbia)
- Qué absurdo es haber crecido (2000).... Executiu francès
- Familia Fortone (cortometraje) (1999)
- Evita (1996) (sense acreditar)
- Veredicto final (1996)
- La revelación (1996)
- Carlos Monzón, el segundo juicio (1996).... Rafael Báez, el cartoner
- Al cielo, no (curtmetratge) (1996)
- Cambalache (curtmetratge) (1996)
- Caballos salvajes (1995).... Mozo
- Facundo, la sombra del tigre (1995)
- Un muro de silencio (1993)
- Siempre es difícil volver a casa (1992).... Cura
- Extermineitors III, la gran pelea final (1991)
- Los inmortales II: El desafío (1991).... Cap psíquic
- Los espíritus patrióticos (1989)
- Pulpe amère (curtmetratge) (1987)
- Les clowns de Dieu (1986).... Un germà Lumière
- El exilio de Gardel (Tangos) (1985)
- Los locos defensores de la ley (1984).... Manuel
- Signes extérieurs de richesse (1983)
- Secuestro y muerte de Mr. Dupont (1974)
- Disputas en la cama (1972)
- Alianza para el progreso (1971)
- Bajo un mismo rostro (1962).... Extra

## Televisió
- Socias (2008) Participació especial
- Casados con hijos (2005) Participació especial
- Locas de amor (2004) ... Oscar Vázquez (1 episodi, 2003)
- Mujeres en rojo: Eva (2003).... Capataz
- Resistiré.... Franchini (1 episodi, 2003)
- Rebelde Way.... Cosme Lassen (temporada 2002 y 2003)
- Los simuladores (2003) Sèrie (Temporada 2 Capítol 7 "La brigada B")
- Un aplauso para el asador (2002) Sèrie
- Los buscas de siempre (2000) Sèrie
- Verano eterno.... Inspector Páez (1 episodi, 2000)
- Libre-mente (1999) Sèrie
- Salvajes (1999) Sèrie
- Desesperadas por el aire (1998) Sèrie
- Como vos & yo (1998) Sèrie
- Casa natal (1998) Sèrie
- Alas, poder y pasión (1998) Sèrie (sense acreditar).... Rafaelli
- Naranja y media (1997) Sèrie
- Zona de riesgo (1997) Sèrie
- Lo dijo Papá (1997) Sèrie
- 90-60-90 modelos" (1996) Sèrie
- Como pan caliente (1996) Sèrie
- La estación de Landriscina (1995) Sèrie
- Amigovios (1995) Sèrie.... Salomone
- La hermana mayor (1995) Sèrie
- Nueve lunas (1995) Sèrie
- ¡Hola Papi!  (1995) Sèrie
- Con alma de tango (1994) Sèrie
- Cara bonita (1994) Sèrie
- Montaña Rusa (1994) Sèrie
- Buena pata (1994) Sèrie
- Un muro de silencio (1993)
- Gerente de familia (1993) Sèrie
- Good Show" (1993) Sèrie
- Ta Te Show" (1992) Sèrie
- La extraña pasajera (1988)
- Dernier banco (1984)
- Der groβe träumer (1978) Versió alemanya d’El gran soñador per la televisió alemanya (NDR)

## Premis
- Premi Cóndor de Plata al millor actor (1990)
- Premi Pablo Podestá, 2008 a la trajectòria honorable